# Mezz Mezzrow
Milton Mesirow (9 de noviembre de 1899-5 de agosto de 1972), más conocido como Mezz Mezzrow, fue un clarinetista y saxofonista estadounidense de música jazz.

## Biografía
Nacido en Chicago en 1899, en el seno de una familia judía de emigrantes rusos, tuvo una adolescencia difícil y llegó a ser encarcelado por robo en la penitenciaría de Pontiac, donde comenzó a interesarse por la música, ingresando en la orquesta de la prisión. Tras recobrar la libertad, continuó estudiando hasta convertirse en un virtuoso clarinetista. Sus primeras grabaciones datan de 1927-28, acompañando al guitarrista Eddie Condon o al trompetista Red Nichols. En 1929 se casó con una mujer afroamericana y estableció su residencia en el barrio neoyorquino de Harlem. Durante la década de los 30, fundó diversos grupos mixtos, compuestos por músicos blancos y negros. A finales de la década, Mezzrow organizó e intervino en varias sesiones de grabación junto a músicos afroamericanos como Benny Carter, Teddy Wilson, Frankie Newton, Tommy Ladnier y Sidney Bechet. 
A mediados de la década de los 40, fundó su propia compañía discográfica, King Jazz Records, donde produjo, además de grabaciones propias, publicaciones de Sammy Price y de Sidney Bechet. En 1948 intervino en la primera edición del Festival de Jazz de Niza y estableció su residencia en Francia, donde fundó varias bandas con músicos franceses, como Claude Luter y americanos, como Buck Clayton, Peanuts Holland, Jimmy Archey, Kansas Fields y Lionel Hampton. Hizo buena amistad con el musicólogo francés Hugues Panassié.
Mezzrow, además de músico fue conocido en el mundo del jazz por su faceta como traficante de marihuana. En 1946 publicó su autobiografía, titulada Really the Blues (La Rabia de Vivir), en la que el músico da su visión sobre el panorama el mundo del jazz de los años 30 y 40, su admiración por los músicos negros de Nueva Orleans y su faceta como traficante de drogas en los clubes de jazz de Nueva York además de multitud de anécdotas.
Mezz Mezzrow falleció en París en 1972 y fue enterrado en el Cementerio de Pere Lachaise.

## Discografía
- 1947: Really the Blues, Jazz Archives (Francia)
- 1951: Mezz Mezzrow & His Band Featuring Collins & Singleton, Blue Note
- 1954: Mezz Mezzrow
- 1954: Mezz Mezzrow with Frankie Newton, Victor Records
- 1954: Mezz Mezzrow's Swing Session, X Records
- 1954: Mezzin' Around, RCA
- 1955: Mezz Mezzrow, Disques Swing
- 1955: Paris 1955, Vol. 1, Disques Swing
- 1955: Mezz Mezzrow in Paris, 1955, Jazz Time Records
- 1956: Mezz Mezzrow a La Schola Cantorum, Ducretet-Thomson Records
- 1995: Makin' Friends, EPM
- 2007: Tells the King Jazz Story, Crisler
- 2012: Mezzrow and Bechet Remastered, Gralin Music